# Фани Ардан
Фанѝ Маргьорѝт Жюдѝт Арда̀н (на френски: Fanny Marguerite Judith Ardant) е френска актриса, родена на 22 март 1949 г.

## Биография
Фани е родена в семейството на кавалерийски офицер. Израства в Монако и на 17-годишна възраст се мести в Екс ан Прованс, където учи в университет. В началото на 20-те си години се ориентира към актьорската професия и през 1974 дебютира на сцената.
До ранните години на 80-те Ардан вече се е превърнала в кинозвезда, спечелила си световна слава с изпълнението на главната женска роля във филма „Съседката“ (1981), където партнира на Жерар Депардийо. Филмът, който е режисиран от Франсоа Трюфо, ѝ носи номинация за награда Сезар за най-добра актриса (1982). През 1984 е номинирана отново за същата награда, този път за филма Vivement dimanche!, който отново е режисиран от Трюфо. Ардан има връзка с Трюфо, от когото има една дъщеря (Жозефин), родена на 28 септември 1983.
Ардан се е снимала в над 50 филма.

## Награди
- Носителка на наградата „Сезар“ за най-добра актриса през 1997 г.

## Избрана филмография
- „Жените от крайбрежието“ (1979)
- „Кучета“ (1979)
- „Съседката“ (1981)
- „Едните и другите“ (1981)
- „Глава на семейството“ (1982)
- „Желание“ (1983)
- „Бенвенута“ (1983)
- „Нека по-скоро дойде неделя“ (1983)
- „Животът е един роман“ (1983)
- „Любов до смърт“ (1984)
- „Една любов на Суан“ (1984)
- „Следващото лято“ (1985)
- „Семеен съвет“ (1986)
- „Големият пирует“ (1987)
- „Семейството“ (1987)
- „Страх и любов“ (1988)
- „Три сестри“ (1989)
- „Приключенията на Катрин К.“ (1990)
- „Африканката“ (1991)
- „Амок“ (1993)
- „Полковник Шабер“ (1994)
- „Отвъд облаците“ (1995)
- „Дезире“ (1996)
- „Почти обратен“ (1996)
- „Смешно“ (1996)
- „Елизабет“ (1998)
- „Балзак“ (1999)
- „Безбожникът“ (2000)
- „Френският син“ (2000)
- „Нищо ново от Господ“ (2001)
- „Промени живота ми“ (2001)
- „8 жени“ (2002)
- „Калас завинаги“ (2002)
- „Булеварден роман“ (2007)
- „Тайните“ (2007)
- „Светлите дни предстоят“ (2013)